# Кубок португальської ліги з футболу 2024—2025
Кубок португальської ліги з футболу 2024—2025 — 18-й розіграш Кубка португальської ліги. Титул здобула «Бенфіка»

## Формат
У зв'язку зі збільшенням щільності футбольного календаря у змаганнях було запроваджено новий формат порівняно з попередніми сезонами: замість усіх команд із Прімейра-ліга та Сегунда-Ліга у них брали участь лише 8 команд. Шість найкращих команд із Прімейра-ліги та дві найкращі нерезервні команди з Сегунда-Ліга, які були розбиті на пари відповідно до їхнього становища у лізі, щоб зіграти чвертьфінальні матчі в один матч:
- 1-е місце (Прімейра Ліга) проти 2-го місця (Ліга Португалія 2)
- 2 місце (Прімейра Ліга) проти 1 місця (Ліга Португалія 2)
- 3-е місце (Прімейра Ліга) проти 6-го місця (Прімейра Ліга)
- 4-е місце (Прімейра Ліга) проти 5-го місця (Прімейра Ліга)

Переможці виходили у фінал чотирьох, який проводився на нейтральному майданчику і складався з двох півфіналів і фіналу. Фінал чотирьох відбувся на стадіоні «Магальяйнш Песоа» в Лейрії.

## Клуби
| Команда             | Ліга          | Місце |
| ------------------- | ------------- | ----- |
| Спортінг (Лісабон)  | Прімейра-ліга | 1-е   |
| Бенфіка             | Прімейра-ліга | 2-е   |
| Порту               | Прімейра-ліга | 3-є   |
| Брага               | Прімейра-ліга | 4-е   |
| Віторія (Гімарайнш) | Прімейра-ліга | 5-е   |
| Морейренсі          | Прімейра-ліга | 6-е   |
| Санта-Клара         | Сегунда-Ліга  | 1-е   |
| Насіунал            | Сегунда-Ліга  | 2-е   |

## 1/4 фіналу
| Команда 1          | Рахунок | Команда 2           |
| ------------------ | ------- | ------------------- |
| 29 жовтня 2024     |         |                     |
| Спортінг (Лісабон) | 3–1     | Насіунал            |
| 30 жовтня 2024     |         |                     |
| Бенфіка            | 3–0     | Санта-Клара         |
| 31 жовтня 2024     |         |                     |
| Порту              | 2–0     | Морейренсі          |
| Брага              | 2–1     | Віторія (Гімарайнш) |

## Півфінали
| 7 січня 2025 19:45 WET |

| Спортінг (Лісабон) | 1–0      | Порту |
| ------------------ | -------- | ----- |
| Дьокереш 56'       | Протокол |       |

| Магальяйнш Песоа, Лейрія Глядачів: 20 007 Арбітр: Антоніу Нобре |

| 8 січня 2025 19:45 WET |

| Бенфіка                        | 3–0      | Брага |
| ------------------------------ | -------- | ----- |
| Ді Марія 27', 37' Каррерас 28' | Протокол |       |

| Магальяйнш Песоа, Лейрія Глядачів: 19 917 Арбітр: Клаудіу Перейра |

## Фінал
| 11 січня 2025 19:45 WET |

| Спортінг (Лісабон)                                                | 1–1      | Бенфіка                                                                      |
| ----------------------------------------------------------------- | -------- | ---------------------------------------------------------------------------- |
| Дьокереш 42' (пен.)                                               | Протокол | Шельдеруп 29'                                                                |
|                                                                   | Пенальті |                                                                              |
| - Дьокереш - Юльманн - Гардер - Араухо - Дебаст - Кенда - Трінкан | 6–7      | - Ді Марія - Амдуні - Отаменді - Актюркоглу - Санчеш - Баррейру - Флорентіну |

| Магальяйнш Песоа, Лейрія Глядачів: 20 736 Арбітр: Жуан Піньєйру |

| Спортінг | Бенфіка |

|                  |    |                     |       |     |
|                  |    |                     |       |     |
| В                | 1  | Франко Ісраель      |       |     |
| З                | 20 | Максіміліано Араухо | 45+1' |     |
| З                | 26 | Усман Діоманд       |       |     |
| З                | 3  | Джеррі Сен Жюст     |       |     |
| З                | 72 | Едуарду Куарежма    |       | 67' |
| ПЗ               | 57 | Жеовані Кенда       |       |     |
| ПЗ               | 42 | Мортен Юльманн (к)  |       |     |
| ПЗ               | 52 | Жуан Сімойнш        |       | 81' |
| ПЗ               | 21 | Жені Катаму         |       | 81' |
| Н                | 9  | Віктор Дьокереш     |       |     |
| Н                | 17 | Франсішку Трінкан   |       |     |
| Запасні:         |    |                     |       |     |
| В                | 13 | Владан Ковачевич    |       |     |
| З                | 6  | Зено Дебаст         |       | 81' |
| З                | 22 | Іван Фреснеда       |       | 67' |
| З                | 25 | Гонсалу Інасіу      |       |     |
| З                | 47 | Рікарду Ешгаю       |       |     |
| ПЗ               | 50 | Алешандре Бріту     |       |     |
| ПЗ               | 96 | Самуел Жусту        |       |     |
| Н                | 19 | Конрад Гардер       |       | 81' |
| Н                | 90 | Афонсу Морейра      |       |     |
| Головний тренер: |    |                     |       |     |
| Руй Боржеш       |    |                     |       |     |

|                  |    |                      |     |     |
|                  |    |                      |     |     |
| В                | 1  | Анатолій Трубін      |     |     |
| З                | 3  | Альваро Каррерас     | 58' |     |
| З                | 30 | Ніколас Отаменді (к) |     |     |
| З                | 4  | Антоніу Сілва        |     |     |
| З                | 44 | Томаш Араужу         |     | 72' |
| ПЗ               | 8  | Фредрік Аурснес      |     | 72' |
| ПЗ               | 61 | Флорентіну Луїш      |     |     |
| ПЗ               | 10 | Оркун Кекчю          |     | 83' |
| Н                | 21 | Андреас Шельдеруп    |     | 46' |
| Н                | 14 | Вангеліс Павлідіс    |     | 80' |
| Н                | 11 | Анхель Ді Марія      |     |     |
| Запасні:         |    |                      |     |     |
| В                | 24 | Семюел Суареш        |     |     |
| З                | 6  | Александер Ба        |     | 72' |
| З                | 81 | Адріан Байрамі       |     |     |
| ПЗ               | 17 | Керем Актюркоглу     |     | 46' |
| ПЗ               | 18 | Леандру Баррейру     |     | 72' |
| ПЗ               | 84 | Жуан Регу            |     |     |
| ПЗ               | 85 | Ренату Санчеш        |     | 80' |
| Н                | 7  | Зекі Амдуні          |     | 80' |
| Н                | 9  | Артур Кабрал         |     |     |
| Головний тренер: |    |                      |     |     |
| Бруну Лажи       |    |                      |     |     |